# Herb Chojny
Herb Chojny – jeden z symboli miasta Chojna i gminy Chojna w postaci herbu.

## Wygląd i symbolika
Herb przedstawia w błękitnym polu herbowym popiersie mężczyzny o białych (srebrnych) włosach, sięgających ramion, odzianego w białą koszulę i na niej czerwony płaszcz, spięty pod szyją złotą klamrą, ze złotą koroną na głowie.
Jest to herb mówiący, nawiązujący do niemieckiej nazwy miasta Königsberg  (pol. królewska góra).

## Historia
Postać króla widnieje na pieczęci pochodzącej z 1331 roku używanej jeszcze w 1698 roku.